# Rhipidia (Rhipidia) monnula
Rhipidia (Rhipidia) monnula is een tweevleugelige uit de familie steltmuggen (Limoniidae). De soort komt voor in het Neotropisch gebied.